# FINA Water Polo World League 2013 (femminile)
La World League femminile di pallanuoto 2013 è 10ª edizione della manifestazione organizzata annualmente dalla FINA. La competizione si svolge complessivamente tra il 23 gennaio e il 9 giugno 2013: i gironi di qualificazione continentali si concluderanno il 27 maggio e la Super Final si disputerà dal 3 al 9 giugno a Pechino, per il terzo anno consecutivo in Cina..
Le nazionali partecipanti sono in tutto 13: sei dall'Europa, tre dalle Americhe e quattro dalla zona Asia/Oceania.

## Turno di qualificazione

### Americhe
Il girone americano si è svolto dal 24 al 27 maggio negli Stati Uniti. Le prime due classificate si sono qualificate per la Super Final.
|    | Squadra     | Pti | G | V | VR | PR | P | GF | GS | DR  |
| -- | ----------- | --- | - | - | -- | -- | - | -- | -- | --- |
| 1. | Stati Uniti | 12  | 4 | 4 | 0  | 0  | 0 | 40 | 15 | +25 |
| 2. | Canada      | 6   | 4 | 2 | 0  | 0  | 2 | 42 | 26 | +16 |
| 3. | Brasile     | 0   | 4 | 0 | 0  | 0  | 4 | 8  | 49 | -41 |

|             | Stati Uniti (bandiera) | Canada (bandiera) | Brasile (bandiera) |
| ----------- | ---------------------- | ----------------- | ------------------ |
| Stati Uniti | –                      | 11 – 7            | 10 – 0             |
| Canada      | 7 – 8                  | –                 | 17 – 4             |
| Brasile     | 1 – 11                 | 3 – 11            | –                  |

### Asia/Oceania
Il raggruppamento si è disputato dal 9 al 14 maggio ad Auckland, in Nuova Zelanda. La miglior classificata ha ottenuto l'accesso alla Super Final insieme alle padrone di casa della Cina, già qualificate di diritto.
|    | Squadra       | Pti | G | V | VR | PR | P | GF | GS | DR  |
| -- | ------------- | --- | - | - | -- | -- | - | -- | -- | --- |
| 1. | Australia     | 17  | 6 | 5 | 1  | 0  | 0 | 75 | 37 | +38 |
| 2. | Cina          | 13  | 6 | 4 | 0  | 1  | 1 | 73 | 59 | +14 |
| 3. | Nuova Zelanda | 5   | 6 | 1 | 1  | 0  | 4 | 47 | 71 | -24 |
| 4. | Giappone      | 1   | 6 | 0 | 0  | 1  | 5 | 40 | 68 | -28 |

| Data     | Ora   | Gara          | Gara            | Gara      |
| -------- | ----- | ------------- | --------------- | --------- |
| 9-05-13  | 19:00 | Cina          | 11-11 13-15 dtr | Australia |
| 9-05-13  | 20:30 | Nuova Zelanda | 8-8 12-11 dtr   | Giappone  |
| 10-05-13 | 17:30 | Australia     | 10-2            | Giappone  |
| 10-05-13 | 19:00 | Nuova Zelanda | 7-16            | Cina      |
| 11-05-13 | 17:30 | Giappone      | 6-13            | Cina      |
| 11-05-13 | 19:00 | Nuova Zelanda | 5-10            | Australia |
| 12-05-13 | 19:00 | Australia     | 17-7            | Cina      |
| 12-05-13 | 20:30 | Nuova Zelanda | 13-8            | Giappone  |
| 13-05-13 | 17:30 | Australia     | 12-5            | Giappone  |
| 13-05-13 | 19:00 | Nuova Zelanda | 7-14            | Cina      |
| 14-05-13 | 17:30 | Giappone      | 11-12           | Cina      |
| 14-05-13 | 19:00 | Nuova Zelanda | 7-15            | Australia |

### Europa
Il turno di qualificazione europeo si è svolto dal 23 gennaio al 16 marzo. Le squadre sono state divise in due gironi che sono stati disputati con gare di andata e ritorno; le prime due di ciascun girone hanno conquistato la qualificazione per la Super Final.

#### Gruppo A
|    | Squadra  | Pti | G | V | VR | PR | P | GF | GS | DR |
| -- | -------- | --- | - | - | -- | -- | - | -- | -- | -- |
| 1. | Ungheria | 9   | 4 | 3 | 0  | 0  | 1 | 44 | 40 | +4 |
| 2. | Spagna   | 6   | 4 | 2 | 0  | 0  | 2 | 43 | 39 | +4 |
| 3. | Grecia   | 3   | 4 | 1 | 0  | 0  | 3 | 34 | 42 | -8 |

| Data     | Ora   | Sede       | Gara     | Gara  | Gara     |
| -------- | ----- | ---------- | -------- | ----- | -------- |
| 23-01-13 | 20:00 | Mataró     | Spagna   | 9-12  | Ungheria |
| 26-01-13 | 16:00 | Eger       | Ungheria | 10-8  | Grecia   |
| 06-02-13 | 20:00 | Atene      | Grecia   | 7-12  | Spagna   |
| 08-02-13 | 17:00 | Budapest   | Ungheria | 13-11 | Spagna   |
| 13-03-13 | 17:00 | Il Pireo   | Grecia   | 12-9  | Ungheria |
| 16-03-13 | 18:00 | Barcellona | Spagna   | 11-7  | Grecia   |

#### Gruppo B
|    | Squadra     | Pti | G | V | VR | PR | P | GF | GS | DR |
| -- | ----------- | --- | - | - | -- | -- | - | -- | -- | -- |
| 1. | Italia      | 8   | 4 | 2 | 1  | 0  | 1 | 40 | 39 | +1 |
| 2. | Russia      | 7   | 4 | 2 | 0  | 1  | 1 | 38 | 31 | +7 |
| 3. | Paesi Bassi | 3   | 4 | 1 | 0  | 0  | 3 | 32 | 40 | -8 |

| Data     | Ora   | Sede       | Gara        | Gara          | Gara        |
| -------- | ----- | ---------- | ----------- | ------------- | ----------- |
| 23-01-13 | 21:00 | Alphen     | Paesi Bassi | 6-12          | Italia      |
| 26-01-13 | 19:30 | Catania    | Italia      | 9-9 16-15 dtr | Russia      |
| 06-02-13 | 18:00 | Kiriši     | Russia      | 4-6           | Paesi Bassi |
| 09-02-13 | 20:00 | Avezzano   | Italia      | 13-10         | Paesi Bassi |
| 13-03-13 | 16:00 | Čeljabinsk | Russia      | 14-6          | Italia      |
| 16-03-13 | 18:00 | Dordrecht  | Paesi Bassi | 10-11         | Russia      |

## Super Final
Le otto formazioni qualificate hanno disputato una prima fase a gironi seguita da una fase a eliminazione diretta.

### Gruppo A
|    | Squadra     | Pti | G | V | VR | PR | P | GF | GS | DR |
| -- | ----------- | --- | - | - | -- | -- | - | -- | -- | -- |
| 1. | Stati Uniti | 7   | 3 | 2 | 0  | 1  | 0 | 38 | 32 | +6 |
| 2. | Ungheria    | 6   | 3 | 2 | 0  | 0  | 1 | 32 | 33 | -1 |
| 3. | Cina        | 5   | 3 | 1 | 1  | 0  | 1 | 42 | 39 | +3 |
| 4. | Russia      | 0   | 3 | 0 | 0  | 0  | 3 | 29 | 34 | -5 |

### Gruppo B
|    | Squadra   | Pti | G | V | VR | PR | P | GF | GS | DR |
| -- | --------- | --- | - | - | -- | -- | - | -- | -- | -- |
| 1. | Spagna    | 9   | 3 | 3 | 0  | 0  | 0 | 28 | 25 | +3 |
| 2. | Italia    | 6   | 3 | 2 | 0  | 0  | 1 | 38 | 37 | +1 |
| 3. | Australia | 3   | 3 | 1 | 0  | 0  | 2 | 32 | 30 | +4 |
| 4. | Canada    | 0   | 3 | 0 | 0  | 0  | 3 | 33 | 39 | -6 |

### Fase a eliminazione diretta
|  | Quarti di finale | Quarti di finale |             |          | Semifinali                | Semifinali                |  |  | Finale | Finale |
|  |                  |                  |             |          |                           |                           |  |  |        |        |
|  |                  |                  |             |          |                           |                           |  |  |        |        |
|  |                  |                  |             |          |                           |                           |  |  |        |        |
|  | Stati Uniti      | 6                |             |          |                           |                           |  |  |        |        |
|  | Stati Uniti      | 6                |             |          |                           |                           |  |  |        |        |
|  | Canada           | 5                |             |          |                           |                           |  |  |        |        |
|  | Canada           | 5                | Stati Uniti | 7        |                           |                           |  |  |        |        |
|  |                  |                  | Stati Uniti | 7        |                           |                           |  |  |        |        |
|  |                  | Cina             | 9           |          |                           |                           |  |  |        |        |
|  | Italia           | Cina             | 9           | 8        |                           |                           |  |  |        |        |
|  | Italia           |                  |             | 8        |                           |                           |  |  |        |        |
|  | Cina             | 11               |             |          |                           |                           |  |  |        |        |
|  | Cina             | 11               | Cina        | 8        |                           |                           |  |  |        |        |
|  |                  |                  | Cina        | 8        |                           |                           |  |  |        |        |
|  |                  | Russia           | 7           |          |                           |                           |  |  |        |        |
|  | Spagna           | Russia           | 7           | 9        |                           |                           |  |  |        |        |
|  | Spagna           |                  |             | 9        |                           |                           |  |  |        |        |
|  | Russia           | 11               |             |          |                           |                           |  |  |        |        |
|  | Russia           | 11               | Russia      | 12       | Finale per il terzo posto | Finale per il terzo posto |  |  |        |        |
|  |                  |                  | Russia      | 12       | Finale per il terzo posto | Finale per il terzo posto |  |  |        |        |
|  |                  | Ungheria         | 9           |          |                           |                           |  |  |        |        |
|  | Ungheria (rig.)  | Ungheria         | 9           | 17       | Stati Uniti               | 12                        |  |  |        |        |
|  | Ungheria (rig.)  |                  |             | 17       | Stati Uniti               | 12                        |  |  |        |        |
|  | Australia        | 16               |             | Ungheria | 9                         |                           |  |  |        |        |
|  | Australia        | 16               |             |          | 9                         |                           |  |  |        |        |
|  |                  |                  |             |          |                           |                           |  |  |        |        |
|  |                  |                  |             |          |                           |                           |  |  |        |        |

|  | Semifinali 5º/8º posto | Semifinali 5º/8º posto | Semifinali 5º/8º posto |        |        | Finale 5º posto | Finale 5º posto | Finale 5º posto |  |
|  |                        |                        |                        |        |        |                 |                 |                 |  |
|  | Canada                 | Canada                 | 9                      |        |        |                 |                 |                 |  |
|  | Canada                 | Canada                 | 9                      |        |        |                 |                 |                 |  |
|  | Italia                 | Italia                 | 13                     |        |        |                 |                 |                 |  |
|  | Italia                 | Italia                 | 13                     |        | Italia | Italia          | 8               |                 |  |
|  |                        |                        |                        |        | Italia | Italia          | 8               |                 |  |
|  |                        |                        | Spagna                 | Spagna | 10     |                 |                 |                 |  |
|  | Spagna (rig.)          | Spagna (rig.)          | Spagna                 | Spagna | 10     | 14              |                 |                 |  |
|  | Spagna (rig.)          | Spagna (rig.)          |                        |        |        | 14              |                 |                 |  |
|  | Australia              | Australia              | 13                     |        |        | Finale 7º posto | Finale 7º posto | Finale 7º posto |  |
|  | Australia              | Australia              | 13                     |        |        |                 |                 |                 |  |
|  |                        |                        |                        |        |        |                 |                 |                 |  |
|  |                        |                        |                        |        |        | Canada          | Canada          | 8               |  |
|  |                        |                        |                        |        |        | Canada          | Canada          | 8               |  |
|  |                        |                        |                        |        |        | Australia       | Australia       | 9               |  |

## Classifica finale
| Pos. | Squadra     |
| ---- | ----------- |
|      | Cina        |
|      | Russia      |
|      | Stati Uniti |
| 4    | Ungheria    |
| 5    | Spagna      |
| 6    | Italia      |
| 7    | Australia   |
| 8    | Canada      |